# John Norman (hockeista su ghiaccio)
John Norman (Stoccolma, 6 gennaio 1991) è un hockeista su ghiaccio svedese.

## Carriera
Dalla stagione 2008/09 alla stagione 2011/12 ha vestito la maglia del Djurgårdens IF. Nel 2012/13 è approdato in SM-liiga con l'Oulun Kärpät.
Dal 2013/14 al 2015/16 ha giocato in Svezia con lo Skellefteå AIK. Nell'annata 2016/17 è invece approdato in KHL con il Torpedo Nizhny Novgorod, prima di passare per la stagione successiva allo Jokerit.
Con la nazionale svedese ha preso parte ai campionati mondiali nel 2016 e ai Giochi olimpici invernali 2018.